# George Gilfillan
George Gilfillan (né le 30 janvier 1813 et mort le 13 août 1878) est un pasteur, écrivain et poète écossais. Membre des poètes spasmodiques, George Gilfillan est un éditeur, commentateur et auteur de critiques sur des poètes britanniques.

## Jeunesse et éducation
George Gilfillan est né à Comrie, Perthshire, en Écosse dans une fratrie de douze enfants dont il est le onzième. Son père, le révérend Samuel Gilfillan, auteur de livres de théologie, était pasteur de la United Secession Church, une église presbytérienne écossaise dissidente. Sa mère, Rachel Barlas, la fille d'un autre pasteur, était d'une beauté remarquable surnommée « L'Étoile du Nord ».
En 1825, il étudie à l'Université de Glasgow où ses camarades sont notamment John Eadie, William Hanna et Archibald Campbell Tait futur Archevêque de Cantorbéry. En 1833 il étudie pendant un an à Mid Calder avant d'aller à Édimbourg où il reçoit de vifs encouragement du professeur d'éthique, John Wilson, plus connu sous le nom de Christopher North. Il y noue une amitié avec Thomas Aird, Thomas de Quincey, et Thomas Carlyle.
Il est élu par le consistoire d'Édimbourg comme pasteur proposant en 1835, mais refuse de succéder à son père à Comrie. Le 23 mars 1834 il est ordonné comme ministre de la School Wynd church à Dundee, fonction qu'il tiendra tout le reste de sa vie. Le 22 novembre, il épouse Margaret Valentine, fille du fermier et intermédiaire de commerce dans le Kincardineshire.

## Œuvres
George Gilfillan publie un recueil de ses discours en 1839, et peu de temps après un sermon sur Hadès, qui provoque sa mise sous surveillance de la part de ses collègues du consistoire et finit par conduire à son retrait de la diffusion.
Gilfillan contribue à une série de portraits d'auteurs contemporains dans le Dumfries Herald dirigé par Thomas Aird. Ces portraits avec d'autres composés pour l'occasion, forment un premier recueil Gallery of Literary Portraits qui parait en 1846 et a une large diffusion. Il sera rapidement par un Second et un Third Gallery.
En 1851 son plus grand succès, Bards of the Bible, paraît. Son but est de faire un poème plus rhapsodique que critique. Son Martyrs and Heroes of the Scottish Covenant paraît en 1832 et en 1856 il écrit History of a Man partiellement autobiographique.
De 1853 à 1860 il édite les 48 volumes de Library Edition of the British Poets.
En 1858 il publie l'édition en trois volumes de l'œuvre de Thomas Percy Reliques of Ancient English Poetry, composée de vieilles ballades héroïques, de chansons et d'autres pièces d'anciens poètes. Il en écrit la préface Life of Thomas Percy, Bishop of Dromore; with Remarks on Ballad Poetry. Bien que Gilfillan et Charles Cowden Clarke publient Reliques pour Cassell en 1877. L'édition de 1858 est publiée simultanément par James Nichol à Édimbourg, à Londres par James Nisbet et à Dublin par W. Robertson. En tant que conférencier et prêcheur il brasse un grand public. Il meurt à 65 ans juste après avoir terminé une biographie de Burns destinée à une nouvelle édition des œuvres du poète.

## Poésie
Pendant trente ans George Gilfillan travaille sur le long poème Night qu'il publie en 1867, mais dont le thème étant trop vaste, vague et ingérable, donne un résultat considéré comme un échec.
En tant que critique de poésie, Gilfillan est le spécialiste des « poètes spasmodiques ».

## Soutien aux poètes des classes laborieuses
George Gilfillan apporte son soutien aux poètes des classes laborieuses, car ils les pensent moins influencés par le travail d’écrivains mieux éduqués.
Ce soutien se retourne contre lui quand un de ses protégés, William McGonagall, gagne la réputation du pire poète de langue anglaise. Il écrit Address to the Rev. George Gilfillan, son premier poème qui est la seule raison pour laquelle un lecteur moderne se souvient de Gilfillan  — bien que des amateurs tentent de faire de revivre sa mémoire.

## Mort et enterrement
George Gilfillan meurt d'une très courte maladie le 13 janvier 1878 dans la maison de Mr Valentine à Brechin, ville écossaise du Forfarshire où il s'est rendu pour célébrer le mariage d'une nièce. Il avait d'ailleurs fait un sermon le dimanche sur la mort soudaine.
Il est inhumé au cimetière de Balgay en présence d'une procession funéraire de 3 000 personnes. L'événement est fixé par un poème de McGonagall.

## Mémorial et succession
En 1888, l'église Gilfillan Memorial Church est érigée en souvenir de George Gilfillan à Whitehall Street à Dundee, en 1888, elle est conçue par Malcolm Stark
. La congrégation de l'église de Gilfillan formée par les membres de School Wynd Church qui élit le radical David McCrae de Greenock en remplacement comme ministre du culte. Cependant McCrae n'est pas en accord avec le point de vue de Gilfillan sur la damnation éternelle et de ce fait n'est plus considéré comme ministre du culte par l'United Presbyterian Church d'Écosse. La majorité de la School Wynd congregation ignore cette mise  à l'écart et fait sécession pour établir une église indépendante dirigée par McCrae,.
Une biographie de George Gilfillan par Aileen Black paraît en 2006.